# بنجامين هارت (ضابط)
بنجامين هارت هو ضابط وشخصية أعمال كندي، ولد في 12 أغسطس 1779 في مونتريال في كندا، وتوفي في 27 فبراير 1855 في نيويورك في الولايات المتحدة.